# Applied Organometallic Chemistry
Applied Organometallic Chemistry is een wetenschappelijk tijdschrift met peer review, dat wordt uitgegeven door het John Wiley & Sons. De naam wordt gewoonlijk afgekort tot Appl. Organomet. Chem. Het tijdschrift publiceert onderzoek uit de organometaalchemie.
Het tijdschrift werd opgericht in 1987. In 2017 bedroeg de impactfactor van het tijdschrift 3,581.